# Edgardo Depetri
Edgardo Fernando Depetri (Villa Cañás, 27 de abril de 1961) es un sindicalista y político argentino, que se desempeñó como diputado nacional por la provincia de Buenos Aires por tres mandatos (2005-2009, 2010-2013 y 2013-2017), perteneciendo al Frente para la Victoria. Conduce el Frente Transversal Nacional y Popular, además de ser vicepresidente del Comité Río Reconquista (COMIREC).

## Biografía
Nació en Villa Cañás (provincia de Santa Fe) en 1961 y se recibió de técnico minero. En 1984 se radicó en la provincia de Santa Cruz, trabajando en Yacimientos Carboníferos Río Turbio.
Allí también comenzó su carrera sindical, llegando a la secretaría general de la seccional local de la Asociación Trabajadores del Estado (ATE) y estableciendo relaciones con el gobernador santacruceño Néstor Kirchner. En la década de 1990, junto a Víctor De Gennaro y otros sindicalistas, participó en la fundación de la Central de Trabajadores de la Argentina (CTA). Esa misma década se radicó en el partido de Lanús (provincia de Buenos Aires), fundando más tarde el movimiento social Frente Transversal Nacional y Popular, del cual es secretario general. También integra la mesa de conducción de la CTA.
Unido al Frente para la Victoria (FPV), en las elecciones legislativas de 2005 fue elegido diputado nacional por la provincia de Buenos Aires. Volvió a ser candidato en las legislativas de 2009, sin ser elegido al ocupar el 17° lugar en la lista del FPV. En 2010 se desempeñó brevemente como subsecretario de Relaciones con la Sociedad Civil de la Secretaría General de la Presidencia de la Nación encabezada por Oscar Parrilli.
En noviembre de 2010 volvió a la Cámara de Diputados, como reemplazo de Néstor Kirchner tras su fallecimiento, completando su mandato hasta 2013. En las elecciones legislativas de ese año fue reelegido, con mandato hasta 2017. En sus mandatos como diputado, fue presidente de las comisiones de Obras Públicas y de Vivienda y Ordenamiento Urbano. Integró como vocal las comisiones de Acción Social y Salud Pública; de Asuntos Cooperativos, Mutuales y de Organizaciones no Gubernamentales; de Comercio; de Defensa Nacional; de Educación; de Energía y Combustibles; de Legislación del Trabajo; de Prevención de Adicciones y Control del Narcotráfico; de Previsión y Seguridad Social; de Tercera Edad; y de Transportes.
En 2017 fue elegido concejal del partido de Lanús por Unidad Ciudadana y en las elecciones de 2019 fue candidato a intendente del partido por el Frente de Todos, perdiendo ante Néstor Grindetti (PRO), quien logró su reelección. En diciembre de 2019 fue designado subsecretario de Ejecución de Obra Pública del Ministerio de Obras Públicas de la Nación, en la presidencia de Alberto Fernández.